# 뤼실 두플레시

뤼실 두플레시의 초상

뤼실 뒤플레시(Lucile Duplessis, 1770년 ~ 1794년 4월 13일)은 프랑스 혁명기의 저널리스트였던 카미유 데물랭의 아내이다. 남편을 잘 도왔던 전형적인 내조형 여성이었으며, “부드러운 뤼실”이라고 불렸다. 뤼실 데물랭, 또는 데물랭 부인이라고도 한다.

## 생애

### 자산가의 딸
1770년, 재무부 관리인 아버지 클로드 뒤플레시와 어머니 아네트 사이에서 태어났다. 몸이 약했던 소녀 뤼실은 메리 스튜어트의 비극에 강하게 매료되었다. 어릴 때 메리의 이야기를 많이 접한 그녀는 후에 메리와 같이 젊은 나이에 요절하게 되었다.
아름다운 여성으로 성장한 그녀를 위해 아버지는 막대한 지참금을 준비했고, 미모와 재산에 끌린 구혼자는 끊이지 않았다. 그러나 그녀는 좋은 집안에서 성장한 구혼자들이 아닌, 어느 날 뤽상부르 공원에서 만난 가난하고 궁상맞은 연상의 청년 카미유 데물랭과 사랑에 빠지고 말았다. 부친은 당연히 잘 맞지 않은 상대였기 때문에 심하게 반대를 했고, 둘의 교제는 인정받지 못했다. 그러나 데물랭은 가정교사로 뒤플레시 가문에 출입하게 되었고, 뤼실과 가깝게 지낼 수 있었다.

### 데물랭과의 결혼
곧 둘은 1790년 12월 29일 생 술피스 교회에서 결혼식을 올렸고, 7년 넘게 끌어온 사랑을 성취했다. 1789년 7월 자크 네케르가 파면되었을 때, 팔레 루아얄 광장에서 민중 봉기를 호소했던 데물랭은 이후 혁명기의 저널리스트로 이름을 날리면서, 뤼실의 아버지로부터 겨우 교제를 인정받았던 것이다. 결혼식에는 남편 데물랭의 친구인 로베스피에르와 브리소 등도 초청받았다. (이 두 명은 이후 각각 자코뱅파와 지롱드파의 지도자가 된다.)
1792년 7월 6일, 결혼 후 첫 아이인 오라스(Horace)가 태어났다. 대부는 로베스피에르였다. 그와 데물랭 가족의 친밀한 교제는 생 쥐스트의 권유로 남편 카미유가 체포되기 전까지 계속되었다. 또한 뤼실의 친여동생 아델은 잠시 로베스피에르를 모시고 있던 적도 있었다.
남편과 그 친구 혁명가들과 교제를 쌓아가는 동안, 뤼실 자신도 자코뱅파의 사상을 깊이 이해하고 신봉하게 되었다. 또한 남편 데물랭이 싫어한 반혁명파 투사들을 같이 싫어하며 가정 내에서는 더 이상 없을 정도의 내조를 하여, 혁명가 데물랭을 음지에서 잘 지원했다.

## 최후
그러나 자코뱅파의 내부 권력 다툼이 심화되자 당통과 친했으며, 자코뱅 우파에서도 당통에 이은 지위를 가지고 있었던 남편 데물랭의 처지도 위태로워졌다. 예전에는 가족 모두가 친하게 사귀었던 로베스피에르도 이제 정적이 되었고, 그와 그 측근들을 내세운 공포 정치에 관용을 요구했던 데물랭은 1794년 봄에 체포되어 4월 5일 처형되었다.
뤼실은 심한 절망에 사로잡혔지만, 비탄에 잠길 틈도 없이 그녀 자신도 반혁명 혐의로 체포되었다. 그녀가 남편을 탈출시키기 위해 감옥에서 폭동을 획책했다는 혐의로 남편이 처형된 지 2주도 되지 않아서 체포된 것이다. 온후한 그녀로서는 전혀 있을 수 없는 이야기였지만 당시는 《프레리알 22일 법》은 반혁명의 증언만으로 체포가 가능했다. 감옥에는 자코뱅 좌파 지도자, 자크 르네 에베르의 아내인 프랑수아 에베르와 함께 하였는데, 프랑수아 자신은 뤼실처럼 남편의 죽음에 낙담하고 있던 것도 아니었고, 죽음을 맞이하는 자신의 운명을 한탄했을 뿐이었지만 그녀를 꾸준히 위로해 주었다.
1794년 4월 13일 뤼실도 단두대에 보내지는 것이 결정되었다. 그러나 그녀는 “이제 곧 남편 카미유를 만날 수 있으니까, 나는 행복합니다”라고 웃으며, 단두대에 올라갔다. 그 모습은 공포에 떨면서 죽어 간 남편보다 훨씬 당당한 죽음이었다고 한다.

## 같이 보기
- 공포정치